# 布羅克斯峰

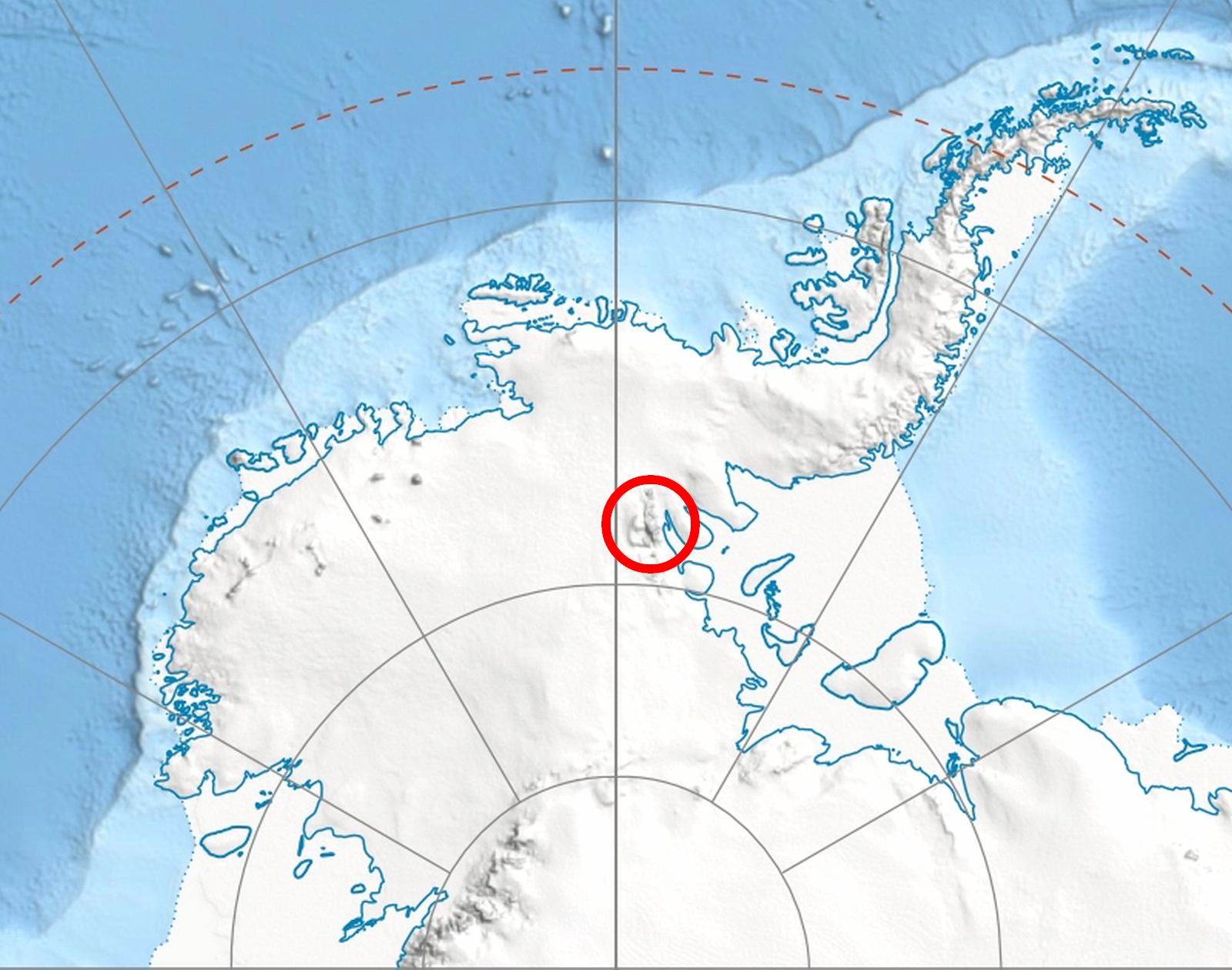

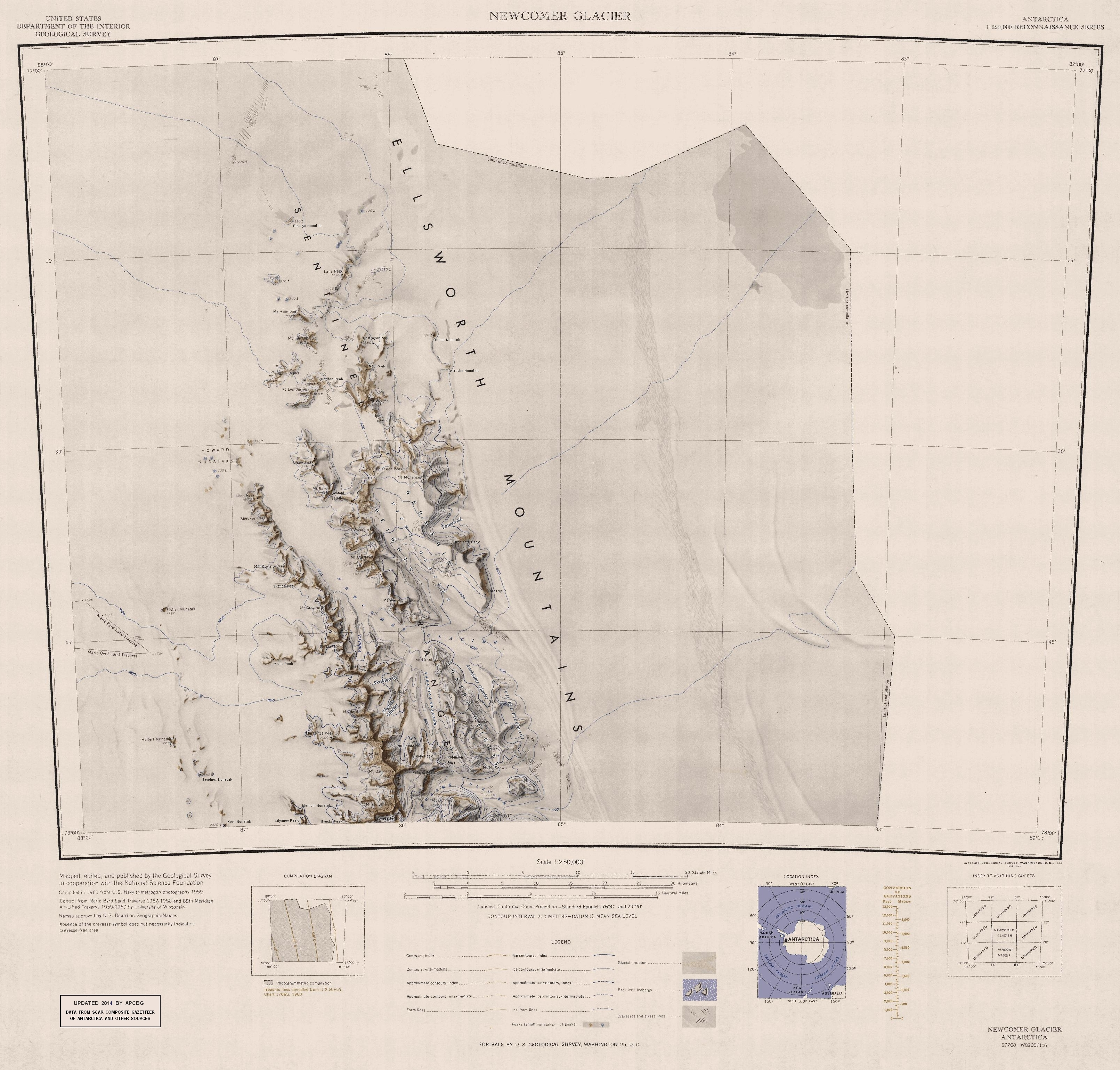

布羅克斯峰（英語：Brocks Peak）是南極洲的山峰，座標78°01′32.7″S 86°18′34″W，位於埃爾斯沃思地，處於阿赫里達峰以西4.56公里、斯特拉希爾峰以北7.7公里、錫利亞諾夫峰以東5.55公里、穆爾薩利察峰以南11.73公里和達爾林普爾山西南面10公里，屬於埃爾斯沃思山脈的一部分，現時由南極條約體系管理。